# Антонов, Григорий Яковлевич
Григорий Яковлевич Антонов (9 октября 1893, деревня Бирючья Балка, Царевский уезд, Астраханская губерния — 8 августа 1943, Грайворон, Курская область) — советский военачальник, гвардии генерал-майор танковых войск.

## Биография
Родился 9 октября 1893 года в деревне Бирючья Балка Царевского уезда Астраханской губернии (ныне территория деревни скрыта водами Волгоградского водохранилища) в крестьянской семье. В 1903 года семья Антонова переехала в Кронштадт.
Участник гражданской войны.
Начальник автобронетанкового управления Среднеазиатского военного округа.
4 июня 1940 года полковнику Г. Я. Антонову было присвоено звание генерал-майора танковых войск.
Участник Великой Отечественной войны. С декабря 1941 по март 1942 года — командующий бронетанковыми и механизированными войсками Западного фронта. Принимал участие в обороне Москвы.
С 3 января по 8 августа 1943 года — заместитель командира по строевой части 4 гвардейского танкового корпуса Воронежского фронта.
Участник битвы на Курской Дуге. В ходе Белгородско-Харьковской наступательной операции 6—7 августа 1943 года 13-я и 12-я гвардейские танковые бригады 4-го гвардейского Кантемировского корпуса вели ожесточенные бои за мост на реке Ворскла у Грайворона. Командир корпуса П. П. Полубояров возложил непосредственное руководство этой операцией на своего заместителя генерал-майора Григория Яковлевича Антонова. От исхода боёв за мост в решающей степени зависела судьба боëв за Грайворон, Великую Писаревку и Ахтырку.
Танкисты встретили на улицах Грайворона плотный артиллерийский заслон противника. В городе сосредоточилось большое количество танков, в том числе «Тигров» и «Пантер». Поэтому при попытках ворваться в центр города советские танкисты понесли серьëзные потери.
Выполняя стратегические указания командующего армией, генерал Антонов принял решение: 13-й бригаде не вступать в затяжные уличные бои, а прорываться по северо-западной окраине города в сторону Великой Писарёвки, оставив грайворонскую группировку противника в своëм тылу. Эта задача была успешно выполнена. Танковый батальон майора А. И. Мороза стремительным рывком вдоль трассы Грайворон — Великая Писарёвка в тот день завязал бои за этот районный центр Украины.
В Грайвороне в это время образовалось большое скопление танков, автомашин, орудий, тягачей и автоцистерн противника. К форсированию Ворсклы приступила 12-я гвардейская танковая бригада при поддержке пехотных подразделений. Задачей бригады было уничтожение гарнизона противника в городе. В течение 7 августа эта задача была выполнена, было подбито много танков противника, взяты большие трофеи.
Генерал Антонов в этих боях находился в расположении первого танкового батальона майора А. И. Мороза. Проявил высокое искусство руководства крупными танковыми соединениями в бою. Обстановка стремительно менялась, что требовало личного присутствия для анализа картины боя. Поэтому Антонов передвигался не в танке, а в легковой военной машине.
7 августа танкисты—кантемировцы освободили Великую Писарёвку и завязали бои за село Ямное, находящиеся на пути в Ахтырку. Здесь большая группа самолётов люфтваффе устроила охоту за командирской автомашиной. В ходе обстрела Г. Я. Антонов был смертельно ранен и спасти его не удалось.
Похоронен в городе Грайвороне.

## Награды
- Юбилейная медаль «XX лет Рабоче-Крестьянской Красной Армии»[3]
- Орден Отечественной войны 1 степени (посмертно)[4].

## Память
- Имя генерала Антонова увековечено в названии улицы г. Грайворона
- На могиле Г. Я. Антонова установлен обелиск
- На могиле установлен надгробный памятник.
- Имя воина увековечено в Главном Храме Вооружённых сил России, и навсегда запечатлено на мемориале «Дорога памяти» [5]